# Oakfield (Wisconsin)
Oakfield è un villaggio degli Stati Uniti d'America, situato in Wisconsin, nella contea di Fond du Lac.